# Apeadero de Fonte
El Apeadero de Fonte es una plataforma ferroviaria de la Línea de Alentejo, que servía a la localidad de Fonte Barreira, en el ayuntamiento de Palmela, en Portugal.

## Historia
Esta plataforma se encuentra en el tramo entre las estaciones de Bombel y Barreiro de la Línea de Alentejo, que entró en servicio el 15 de junio de 1857.